# ジャン＝バティスト・ヴァケット・ド・グリボーバル
ジャン＝バティスト・ヴァケット・ド・グリボーバル（Jean-Baptiste Vaquette de Gribeauval、1715年9月15日 - 1789年5月9日）は、フランス王国の砲兵士官で技術者。フランス陸軍の大砲製造に新しいシステムを取り入れ、射程を犠牲にすること無しに、従来のものより軽く、かつより均一な大砲の製造を可能にした。グリボーバル・システムは以前のド・ヴァリエール・システムを代替した。ナポレオン戦争において、この規格の正しさが証明された。グリボーバルは、知られている限り、大砲の部品に互換性をもたせることを提唱した最初期の一人とみなされており、その後の技術開発に大きな影響を与えた。

## 経歴
1715年9月15日、アミアンに生まれる。父は治安判事であった。1732年に、志願兵としてフランス王立陸軍砲兵部隊に入隊、1735年には士官となった。それから20年近く、連隊勤務と科学研究に従事し、1752年に地雷工兵中隊の大尉となった。数年後、プロイセン王国で軍事任務についた。1757年、中佐に昇進し、七年戦争の勃発に当たっては、援助のためオーストリアに派遣され、オーストリア軍工兵隊を設立した。グラッツの戦いとシュヴァイントニッツ防衛戦では工兵部隊を指揮した。シュヴァイントニッツにおいて、彼が設計した1748年式要塞砲が試され、木工責任者のRichterによって改良された。1762年、パリに戻り、オーストリア軍の大砲とフランス軍のド・ヴァリエール砲の比較を報告している。マリア・テレジアはグリボーバルの働きを評価し、准元帥に任ずると同時にマリア・テレジア十字勲章を与えた。フランスに戻った後に少将に昇進、1764年には砲兵監査官となり、1765年には中将に昇進し、聖ルイ勲章を授与された。

## グリボーバル・システム

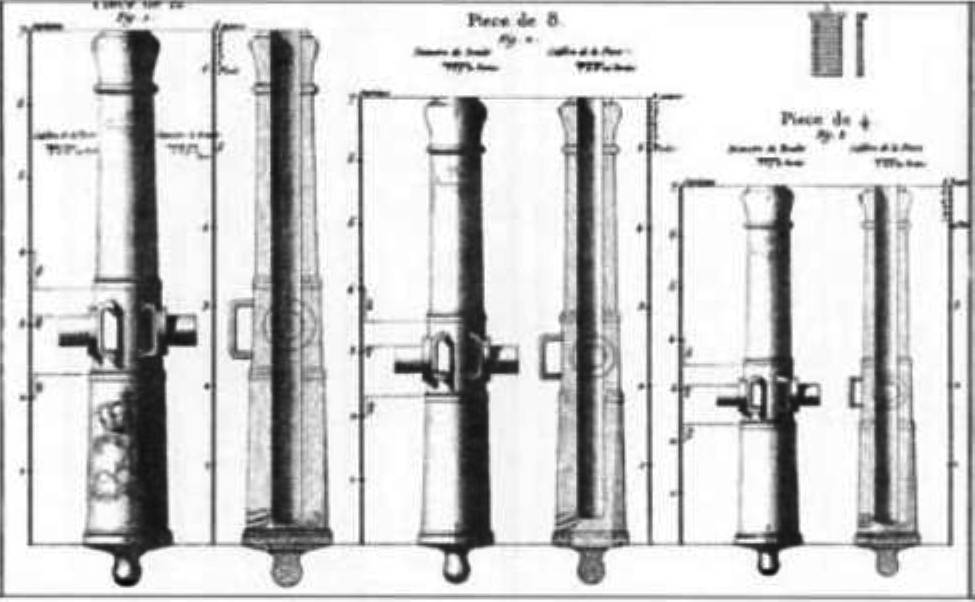
グリボーバル・システムの野砲。左から12ポンド、8ポンドおよび4ポンド野砲

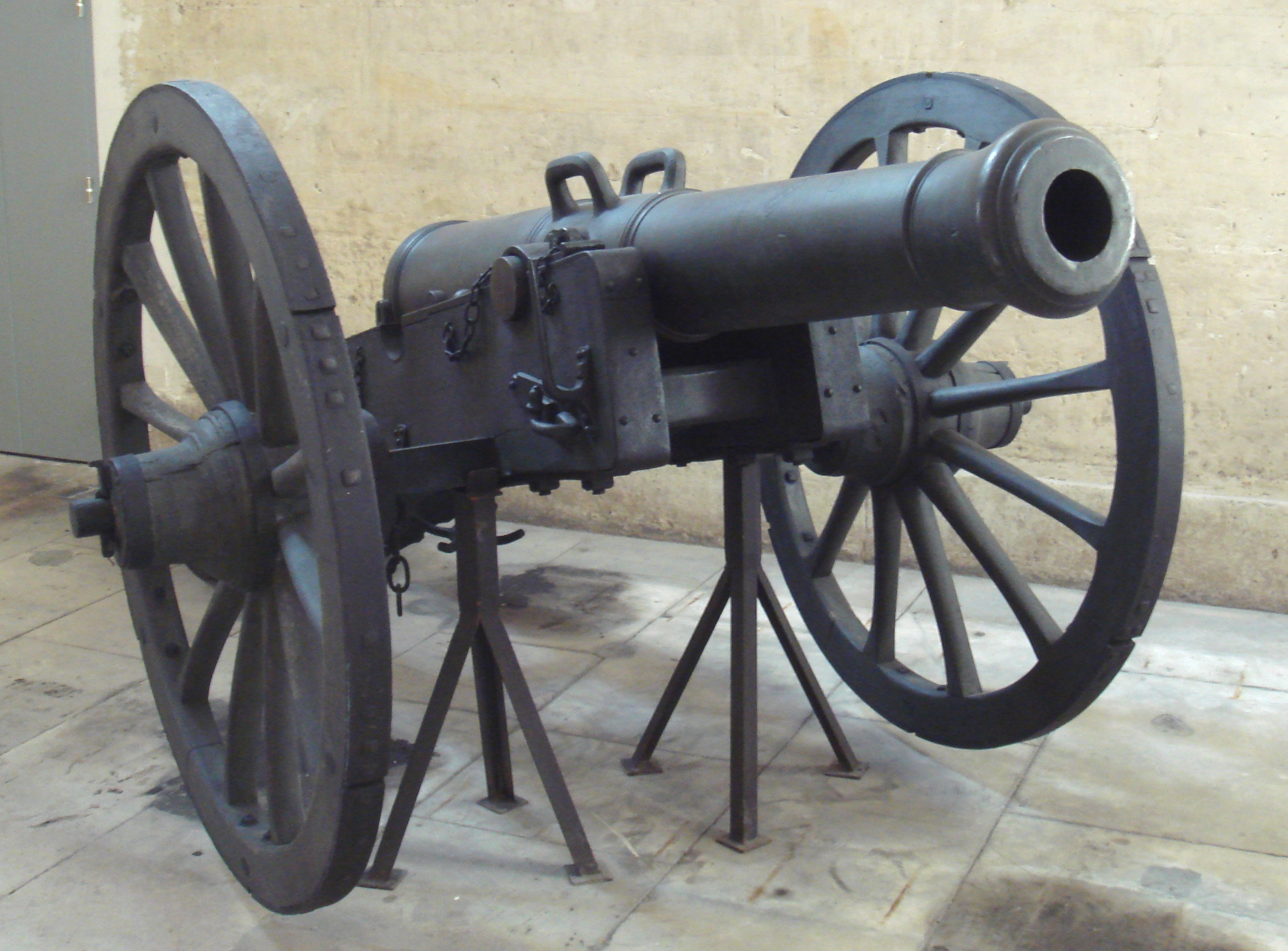
12ポンドグリボーバル野砲。フランス第一共和政時代

しかし、数年後に法定で不利な判決を受け、1776年になってようやく砲兵部隊総監となり、また聖ルイ大十字勲章を授与された。それから、グリボーバルは砲兵システムの改革を開始することが可能となった。もっとも、野戦榴弾砲の導入には成功せず、また25のサイズの砲車を含んでいた。彼はまた1776年に設定されたフランス砲兵「規格」に責任を持った。グリボーバルが直接的に関わった部分は多くはなかったが、この組織的な統一法令はグリボーバル・システム（le système Gribeauval）と呼ばれている。

## 参考資料
- Chartrand, René (2003), Napoleon's guns 1792-1815 (2), Osprey Publishing, ISBN 1841764604
- Chevalier de Passac, Précis sur M. de Gribeauval (Paris, 1816)
- Hennbert, Gribeauval, lieutenant-général des armées du roy (Paris, 1896)
- Hounshell, David A. (1984), From the American System to Mass Production, 1800-1932: The Development of Manufacturing Technology in the United States, Baltimore, Maryland, USA: Johns Hopkins University Press, ISBN 978-0-8018-2975-8, LCCN 83-016269 .
- Puységur in Journal de Paris, supplement of July 8, 1789
- Veyrines, Gribeauval (Paris, 1889)
- 1911年版ブリタニカ百科事典、ケンブリッジ大学出版